# فيستوس بيز
فيستوس بيز (بالإنجليزية: Festus Baise)‏ (11 أبريل 1980 بنيجيريا - ) هو لاعب كرة قدم نيجيري في مركزي قلب الدفاع والدفاع. شارك مع منتخب هونغ كونغ لكرة القدم. أما مع النوادي، فقد لعب مع نادي جنوب الصين ونادي سيتيزن ونادي إيسترن سبورتس وهونغ كونغ بيغاسوس ‏ وGuizhou F.C. ‏ وMutual FC ‏.

## وصلات خارجية
- فيستوس بيز على موقع قاعدة بيانات كرة القدم.إي يو (الإنجليزية)
- فيستوس بيز على موقع ناشيونال فوتبول تيمز (الإنجليزية)
- فيستوس بيز على موقع Soccerway.com (الإنجليزية)